# Периферија Северни Егеј
Периферија Северни Егеј (грч.  / Peripheria Voriou Egeou ) је једна од 13 периферија у Грчкој. Смештена је на истоку земље и обухвата већину острва у северном делу Егејског мора. Главни град периферије је Митилини.

## Положај и управна подела периферије
Положај: Периферија Северни Егеј јесте једна од острвских периферија у Грчкој. Стога њу сас вим страна окружује Егејско море, а најближе копно је:
- север: периферија Источна Македонија и Тракија,
- исток: Турска (Мала Азија),
- југ: периферија Јужни Егеј,
- запад: периферије Средишња Грчка и Тесалија

Подела: Периферија је подељена на 5 округа, уједно и већих острва:
1. Икарија
2. Лезбос
3. Лимнос
4. Самос
5. Хиос

Даља подела на општине изгледа према таблици:

## Географија
Рељеф: Острва Северног Егеја су положена дуж западне обале Мале Азије. Укупне су површине од 3.836 km². Сва острва су покренутим тлом и планинска у већем делу. Приобалне равнице су ретке, али постоје, и тада су густо насељене и плодне. Већина острва има разуђену обалу са низом залива и драга, које представљају одличне природне луке.
Клима: На северноегејским острвима влада изразита средоземна, па су сушна.
Воде: Острва северног Егеја су смештена у источном делу Егејског мора. Острва која су ближе малоазијском копну (Лезбос, Хиос) су богата водом (подземни извори), док су она даља (Псара, Лемнос) без дат могућности, па су и негостољубивија за живот.

## Историја
Острва Северног Егеја населили су древни Грци још у време праисторије (око 1200. п. н. е.). Током раздобља старе Грчке острва су играла значајну улогу, али нису имала кључни значај. 146. године п. н. е. острва, као и већи део Грчке, потпада под власт Римљана. У време Римљана и, касније, Византије острва вековима била мирна, без значајних дешавања и преврата.
Од краја 12. века Нормани и Млечани. Падом Цариграда 1204. године у Четвртом крсташком рату острва запоседају делом Латини, а делом Млечани. Међутим, Византија под Палеолозима враћа власт на већини острва крајем 13. века. Нека острва (Хиос) су дуго била под Ђеновом. Међутим, од краја 15. до краја 16. века сва острва потпадају под Отоманско царство. У вишевековној турској владавини она ће као трговачка и поморства стецишта стећи елементе аутономије, која ће омогућити очување грчке свести и православља.
1821. године подигнут је Грчки устанак, чије је главно средиште догађања било на Пелопонезу и у Средишњој Грчкој. Међутим, месни Грци су ипак узели учешће, али су стога преживели велике покоље од стране Турака (покољи на Хиосу и Псари). Ово је на датим острвима оставило последице, које су видљиве и дан-данас. После успостављања савремене Грчке 1832. године, острва су била изузета из њеног првобитног обухвата, а острвска аутономија је била изгубљена. Егејска острва су почела привредно слабити и губити становништво.
Првим балканским ратом 1912. године источноегејска острва су ослобођења турког јарма. Малоборнојно муслиманско становништво се иселило, нарочито после Грчко-турског рата 1923. године, када су острва примила много грчких избеглица из Мале Азије. Током Другог светског рата острва нису значајније страдала, али су се после рата споро развијала и губила становништво. Тек последњих деценија, са развојем туризма и прикључењем Грчке ЕУ, острва су привредно ојачала и зауставила пад становништва.

## Становништво
У периферији Северни Егеј живи око 200.000 становника (процена 2010. године). Густина насељености је осредња (преко 50 ст./km²), што је осетно мање од државног просека (око 80 ст./km²). Последњих година број становника нагло стагнира. Лезбос и Самос су због вишег нивоа развијености гушће насељени и са растом становништва.
Највећи број становника чине етнички Грци православне вероисповести. Последњих деценија по већим градовима се населио и мањи број усељеника из свих делова света.

## Привреда
Са привредног становишта Северни Егеј је средње развијена област за ниво Грчке. Традиционалне делатности становништва, поморство и средоземна пољопривреда (агруми, маслина), су и даље активни, али им се значај последњих деценија умањио. Данас је туризам најважнија привредна грана.